# Omnibus-Chor
Der Omnibus-Chor war ein von 1975 bis 2016 bestehender Kinderchor in Berlin, der für seine frechen, manchmal auch nachdenklichen Lieder, die oft eigens für den Chor komponiert wurden, bekannt war. Der Name leitete sich ab vom lateinischen omnibus ‚allen' bzw. ‚für alle' (Dativ Plural von omnis).

## Geschichte

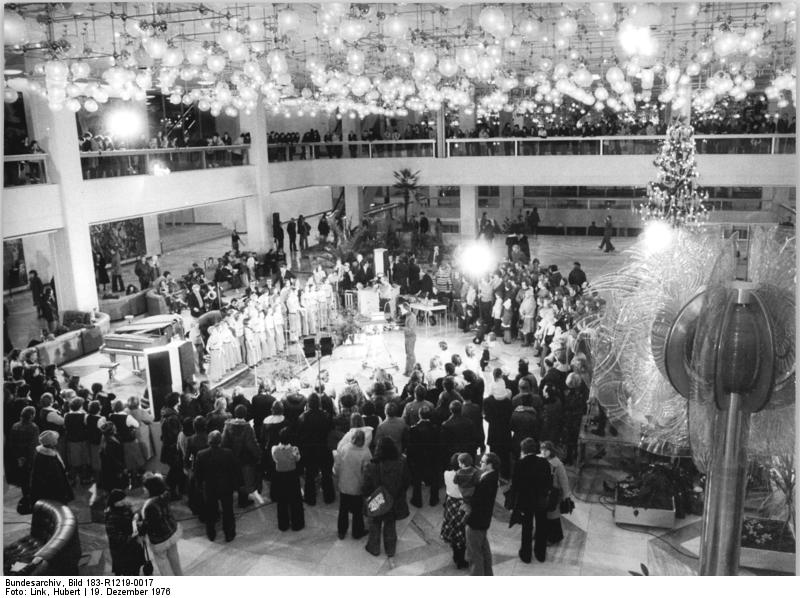
Konzert am 19. Dezember 1976 im Palast der Republik, „Berliner Künstler grüßen Luis Corvalan“, Auftritt des Pionierchores Omnibus

Hugo Jahns gründete 1975 im Haus der Jungen Talente den Omnibus-Chor, der damals offiziell Pionierchor Omnibus hieß. Unterstützt wurde er anfangs dabei von Bärbel Plöckinger (Organisation) und Karl-Heinz Tetzner (Veranstaltungen) sowie Stefan Lasch (Nachwuchsgruppe). Der Chor war zunächst ein reiner Jungschor, bestehend aus 30 kleinen Sängern zwischen 7 und 11 Jahren. Vorbild war der französische Chor Les Poppys. Nicht brav singende Knaben, sondern fröhliche Berliner Jungs, die mit aktuellen, oft extra für den Chor geschriebenen Liedern das Publikum begeistern, das war Jahns' Anliegen.
Der erste Auftritt des Omnibus-Chores, der vom Berliner Rundfunk übertragen wurde, fand im Februar 1975 in der Kongresshalle am Alexanderplatz statt. Noch im selben Jahr sang der Omnibus-Chor die Titelmelodie in Heiner Carows Film Ikarus. Der Chor war gefragt für zahlreiche Veranstaltungen in der ganzen DDR und für Radio- und Fernsehauftritte. Begleitet wurde der Chor anfangs durch die Gruppe Kaleidoskop. Es gab Auftritte und Rundfunk-/Schallplatten-Aufnahmen mit zahlreichen DDR-Künstlern, unter anderen mit Dean Reed, Holger Biege, Monika Herz, Die Roten Gitarren und Gruppe 4PS. Im Omnibus-Chor mitzusingen bedeutete zweimal wöchentlich dreistündige Proben, mehrtägige Probenfahrten und an den Wochenenden Auftritte oder Studioaufnahmen. Jungs, die in den Stimmbruch kamen, konnten im Chor bleiben und erhielten Musiktheorie-Unterricht von Hugo Jahns. Später verstärkten sie die unteren Stimmlagen.
1979 war der Chor Bestandteil der Fernsehproduktion Eine Welt aus Spaß, bei welcher René Siodla sogar eine schauspielerische Solorolle erhielt. 1982 sang der Chor wieder eine Filmmusik, diesmal für den DEFA-Film Zille und ick (1982/83). In allen großen DDR-Fernsehshows war der Omnibus-Chor zu Gast, u. a. im Kessel Buntes, Die goldene Note, rund  oder bei Alles singt. Vor 1990 wurden die Lieder für den Omnibus-Chor von Horst Schmäke, Eberhard Mende, Siegfried Schulte und anderen komponiert. Die Texte kamen u. a. von Wolfgang Brandenstein, Monika Jacobs und Dieter Schneider.
Ab 1990 stand der Omnibus-Chor nun auch Mädchen offen. Das Haus der Jungen Talente wurde 1991 abgewickelt. Damit entfiel auch die staatliche Unterstützung des Chores und des Chorleiters. Durch den neugegründeten Verein Omnibus-Chor e.V. (später Omnibus-Chöre e.V.) konnte der Probenbetrieb aufrechterhalten werden, auch Sponsorengelder konnten akquiriert werden. Hugo Jahns erhielt vom Kultursenator Ulrich Roloff-Momin die Zusage, weiterhin mit dem Chor im nun in Podewil umbenannten Haus proben zu können. Dennoch wurden dem Omnibus-Chor die Räume Ende der 1990er Jahre gekündigt. Der Chor fand ein neues Domizil im benachbarten Gemeindehaus der Parochialkirche.
In den 1990er Jahren hatte der Omnibus Chor Auftritte u. a. im Schauspielhaus, im Palais am Funkturm, im FEZ oder in der Deutschlandhalle. 1994 bildete sich aus ehemaligen Chormitgliedern der Omnibus-Jugendchor. Im Jahr 2000 nahm der Omnibus-Chor eine Weihnachts-CD mit Frank Zander auf. Nach 1990 stammten zahlreiche Lieder des Omnibus-Chores aus der Feder von Hugo Jahns – sowohl die Kompositionen als auch die Texte. Außerdem bearbeitete er eine Anzahl Traditionals für den Chor. Nachdem dem Omnibus-Chor 2008 die Probenräume in der Waisenstraße gekündigt worden waren, gab es keine Probenarbeit und Auftritte mehr. Der Omnibus-Chor hörte auf zu existieren. 2016, ein Jahr nach dem Tod von Hugo Jahns, wurde der Omnibus-Chöre e.V. aufgelöst.
Einige ehemalige Omnibus-Chor-Sänger schlugen eine Musikerkarriere ein wie beispielsweise André Siodla, Patrick Borde oder Detlef Pegelow. Jörg Thieme wurde Schauspieler.

## Erfolgstitel
- Keules Atze wohnt am Alex (Musik: Siegfried Schulte, Text: Monika Jacobs)
- Kinder, wir sind Kinder aus Berlin (Musik: Arndt Bause, Text: Dieter Schneider)
- Ick kenn Berlin wie meine Hosentasche (Musik: Georg Möckel, Text: Horst Grassow)
- Mit der S-Bahn durch Berlin (Musik: Hugo Jahns, Text: Hugo Jahns)
- Öffne Dein Herz (Musik: René Decker, Text: Hugo Jahns)

## Diskografie
Schallplatten und CDs
- 1976 Kinder, wir sind Kinder aus Berlin - Monika Herz
- 1977 Weil uns Berlin so gut gefällt (Berlin, Lieder einer großen Stadt)

"Vor unserem Hause" 4PS
- 1978 Unser Mann aus dem All und Gute Tag ihr godenen Sterne (Die Erde dreht sich Linksherum)
- 1978 Kuchen auf den Tisch (Rote Gitarren)
- 1979 Kinderlied (Holger Biege - Circulus)
- 1980 Spartakiade-Olympiade (Moskau '80. Lieder zur Olympiade)
- 1981 Hänschen Klein (Ein Strauß der schönsten Volkslieder)
- 1982 Zirkus Munkepunke
- 1986 Im Dunklen Bauch Von Walfisch Jonas – Die Geschichte Einer Langen Weltreise Und Andere Kinderlieder
- 1995 20 Jahre Omnibus Chor
- 1996 Mit der S-Bahn durch Berlin
- 1997 Zugvögel, Holger Biege
- 1998 Öffne Dein Herz und Was ist Los mit Holger Biege (Alle Kinder brauchen Liebe)
- 2000 Weihnachten mit Fred Sonnenschein, Frank Zander
- 2001 25 Jahre Omnibus Chor
- 2002  Gruß Den Kosmonautenbrüdern (Kosmos – Soundtracks Of Eastern Germany's Adventures In Space)
- 2007  Heut Ist Ein Wunderschöner Tag / Ich Ging Durch Einen Grasgrünen Wald / Die Heimat Hat Sich Schön Gemacht (Geschichten Aus 60 Jahren Amiga: Die Raritäten 1977–2007)
- 2008 Det Sind Berliner Jöhr'n und Bär Von Berlin (Nantes Alt-Berliner Hitparade)
- 2009 Laßt Die Mumien An Die Luft, mit Kurt Bäßler (Ich Schlage Vor, Den Beifall Kurz Zu Halten)

## Würdigungen
Hugo Jahns und Bärbel Plöckinger erhielten im Jahr 2000 vom Landesmusikrat Berlin die Ehrennadel in Silber für besonderes Engagement für die Stärkung der Musik und Bildung.